# United States Capitol Police

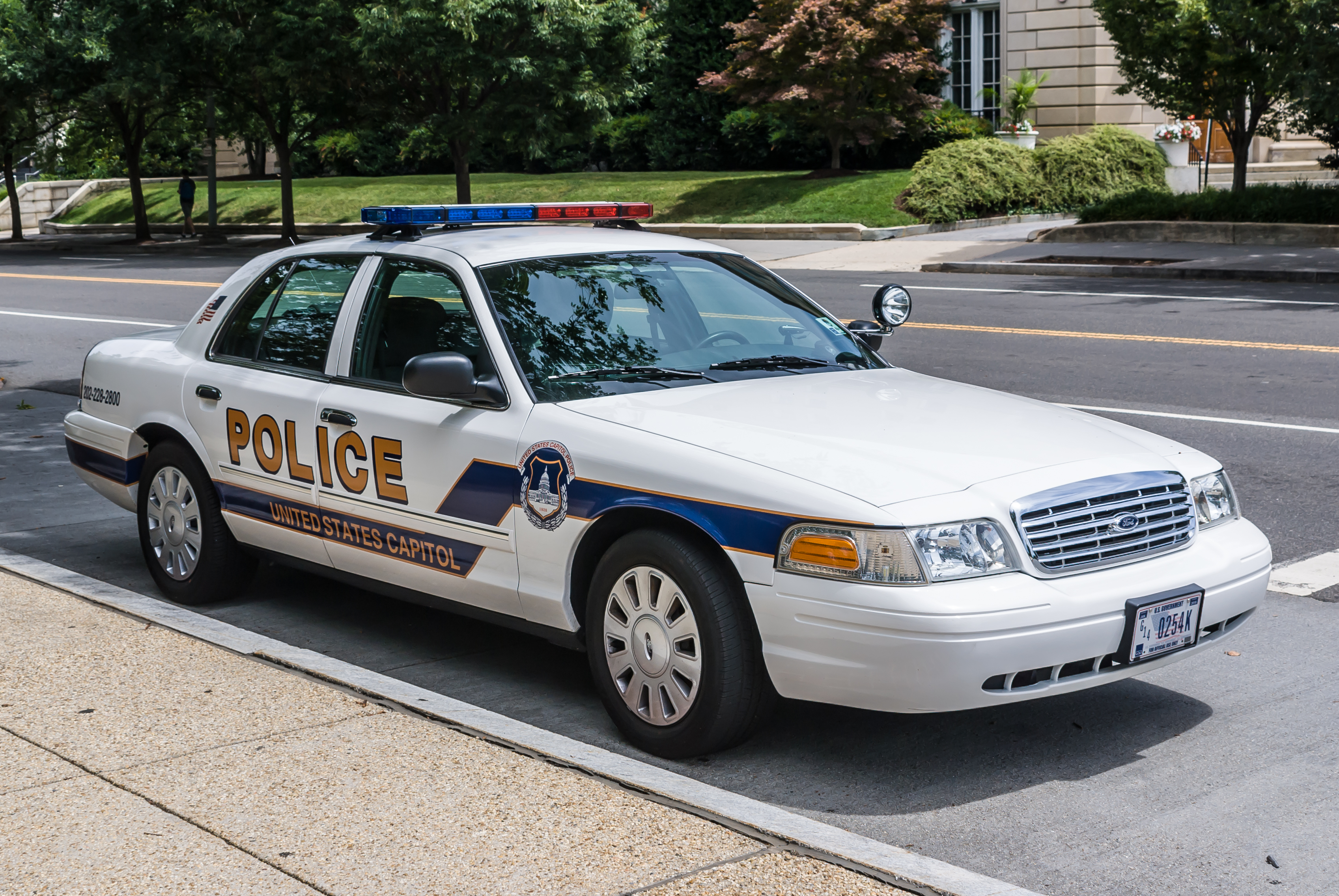
Streifenwagen der USCP (Ford Crown Victoria)

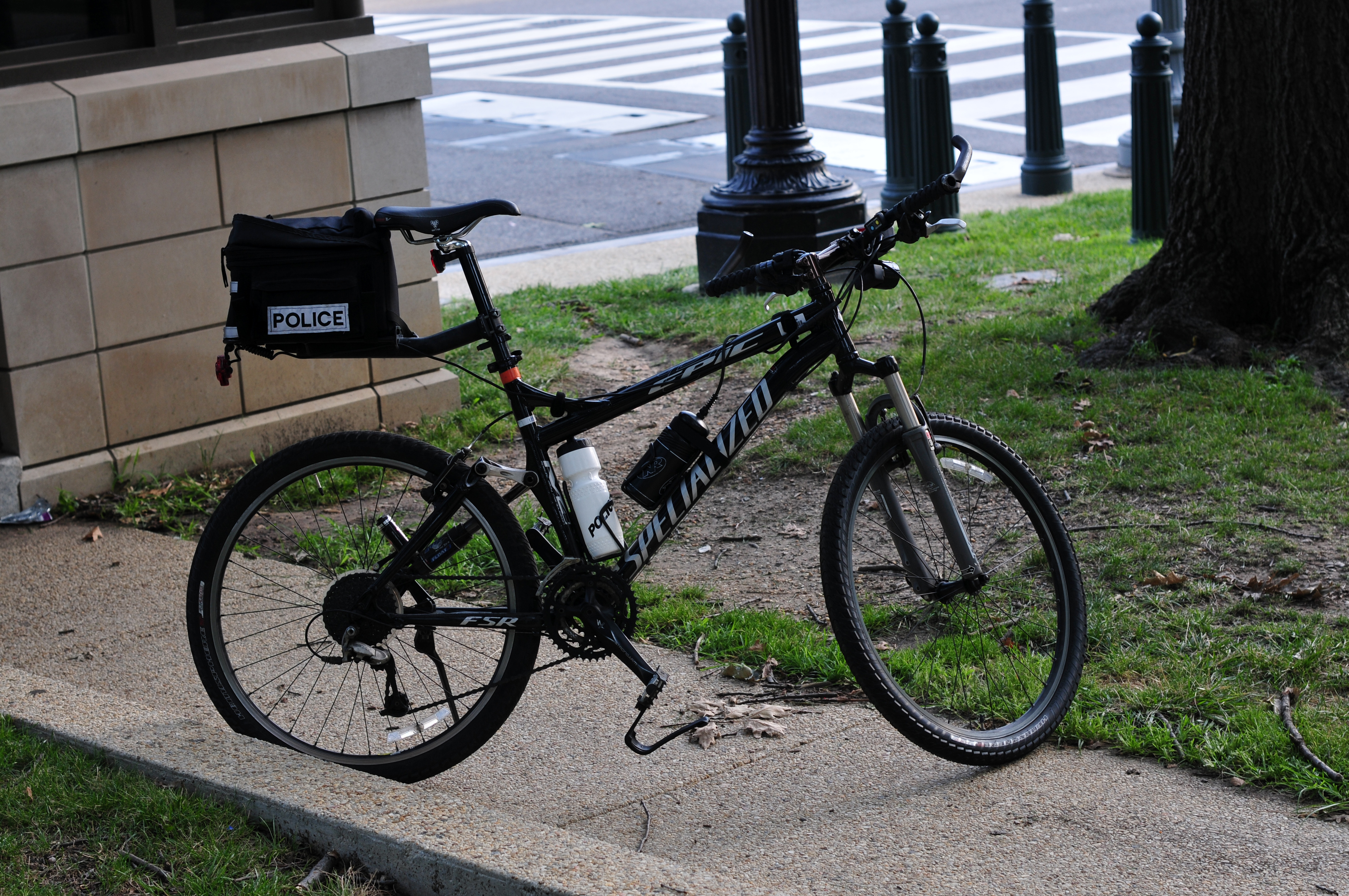
Fahrrad der United States Capitol Police

Die United States Capitol Police Department (USCP) ist eine US-amerikanische Polizei des Bundes, die vor allem für den US-Kongress bzw. das Kapitol-Gelände im Washingtoner District of Columbia zuständig ist. Hauptaufgabe ist es, die gesetzgebende Institution der Vereinigten Staaten, den aus Senat und Repräsentantenhaus bestehenden Kongress, und ihre Mitglieder zu schützen.

## Geschichte

### Gründung
Im Jahr 1800 zog die Bundesregierung der Vereinigten Staaten von Amerika von Philadelphia nach Washington. Der zuerst Federal City, später dann District of Columbia genannte Bereich wurde ab 1801 von John Golding für ein Jahresgehalt von 351,75 Dollar bewacht. Ohne ein Festnahmerecht war er auf die Unterstützung durch Marinesoldaten angewiesen. Nach einem Brand in der Kongressbibliothek sowie einem Angriff auf einen seiner Söhne beschloss 1824 Präsident John Quincy Adams die Zahl der Wächter auf vier zu erhöhen.
1828 wurde dann die United States Capitol Police gegründet, welche alle polizeilichen Rechte besaß. Sie bestand zu diesem Zeitpunkt aus den vier Wächtern und einigen Mitgliedern der Gemeindepolizei. Bewaffnet war man zu diesem Zeitpunkt jedoch nur mit Schlagstöcken. Nach dem Ende des Amerikanischen Bürgerkrieges 1865 erhielt die USCP Uniformen. Sie bestand zu dieser Zeit aus 39 Personen, darunter ein Captain, drei Lieutenants und acht Sergeants.

### Schusswechsel am 24. Juli 1998
1998 gab es am 24. Juli einen Schusswechsel am Dokumentenraum des Kapitols, bei dem der U.S. Capitol Police Officer Jacob J. Chestnut und der U.S. Capitol Police Special Agent John M. Gibson starben.
Am 24. Juli 1998 waren die USCP-Officers Jacob Chestnut und Douglas McMillan an der Ostfront des Kapitols zur Bedienung des Röntgengerätes und Metalldetektors am Dokumentenraum eingesetzt. Gleichzeitig befand sich Special Agent John M. Gibson in den in der Nähe gelegenen Räumen des Mitglieds des Repräsentantenhauses Tom DeLay. Gegen 15:40 Uhr betrat Russell Weston das Gebäude. Während Chestnut eine Wegbeschreibung für zwei Touristen schrieb und McMillan einem anderen Touristen den Weg zu den Toiletten zeigte, passierte Weston den Metalldetektor, was den Alarm auslöste. Chestnut sah dieses und forderte ihn auf, zurück durch den Metalldetektor zu gehen. In diesem Moment zog Weston einen Revolver im Kaliber .38 S&W und schoss Chestnut in den Kopf.
Mehrere Schüsse von McMillan konnten Weston nicht stoppen. Als Weston einer Frau folgte, näherte er sich dabei den Büroräumen von Tom DeLay. Special Agent Gibson hatte diese Büroräume verlassen und versuchte, Anwesende in Sicherheit zu bringen. Als er sah, dass zwei Personen aus dem Büro von DeLay kamen, warf er sich zwischen sie und den Angreifer und feuerte auf Weston. Seine Schüsse stoppten Weston, gleichzeitig wurde Gibson aber von Weston tödlich getroffen. Weston überlebte und wurde auf richterliche Anordnung in psychiatrische Behandlung eingewiesen.

### Integration der Library of Congress Police
2003 hat der US-Kongress entschieden, die 1950 gegründete Library of Congress Police aufzulösen und in die USCP zu integrieren. Alle Mitarbeiter der LOC-Police wurden per Gesetz von der USCP übernommen.

### Sturm auf das Kapitol 2021
Der Sturm auf das Kapitol durch Anhänger von US-Präsident Donald Trump fand am Nachmittag (Ortszeit) des 6. Januar 2021 in Washington, D.C. statt. Nach der Abwahl Trumps im November 2020 hatten sich zunächst Tausende seiner Unterstützer seit dem 5. Januar bei einer Kundgebung unter dem Motto Save America March versammelt, um gegen das Ergebnis der Präsidentschaftswahl in den Vereinigten Staaten 2020 zu protestieren. Höhepunkt dieser Proteste waren Ausschreitungen und schließlich das Eindringen in die gemeinsame Sitzung der beiden Kammern des Kongress der Vereinigten Staaten, des Senates und des Repräsentantenhauses, zur formalen Bestätigung der Wahl 2020. Anhänger Trumps stürmten nach einer großen Kundgebung, bei der Trump selbst medienwirksam aufgetreten war, um 14:15 Uhr das Parlamentsgebäude des Kapitols. Sie drangen dabei bis in den Plenarsaal des Repräsentantenhauses vor. Die Mitglieder des Kongresses und Vizepräsident Mike Pence wurden von der Capitol Police in Sicherheit gebracht.
Da das Gebäude nur durch wenige Kräfte der Capitol Police gesichert worden war, war der Masse der Trump-Anhänger ein vergleichsweise leichtes Eindringen in das Gebäude möglich. Im Zuge der Ausschreitungen starben fünf Menschen. Eine Frau wurde bei der Erstürmung des Gebäudes von Schüssen der Capitol Police tödlich getroffen. Die Polizei teilte mit, dass darüber hinaus drei Männer und eine Frau in unterschiedlichen Situationen nach „medizinischen Notfällen“ gestorben seien, darunter der Polizist Brian Sicknick. Gegen 17:40 Uhr galt das Gebäude wieder als gesichert. Bei der Sicherung des Gebäudes kamen neben der Capitol Police auch Kräfte der Metropolitan Police, der Nationalgarde der Vereinigten Staaten und Angehörige der Virginia State Police und der Maryland State Police zum Einsatz. Die Sicherheitskräfte stellten mehrere Rohrbomben und Molotowcocktails der Angreifer sicher. Der Kongress konnte in der Folge die Auszählung der Stimmen fortsetzen und bestätigte Joe Biden und Kamala Harris als Sieger der Präsidentschaftswahl in den Vereinigten Staaten 2020.
Nach dem Sturm auf das Kapitol wurde an der Capitol Police, die offensichtlich zu wenig Personal am Ort hatte, heftige Kritik von verschiedenen Seiten geübt. Infolgedessen kündigte am 7. Januar der Chef Steven A. Sund an, dass er sein Amt zum 16. Januar niederlegen wird.
Die Capitol Police hat über 2300 Mitarbeiter (Polizisten und Zivilangestellte). Das Jahresbudget war nach den Terroranschlägen vom 11. September 2001 (9/11) stark erhöht worden und betrug 2020 umgerechnet 375 Millionen Euro.

## Organisation
Während die USCP 2001 noch aus ca. 1.300 Polizisten (davon ca. 300 Frauen) bestand, sind dort derzeit ca. 1.700 Polizisten tätig. Ein Großteil der USCP tätigt in Uniform den Dienst als Fuß-, Fahrrad- oder Fahrzeugstreife, Sicherheitsposten oder bei der Verkehrsüberwachung.
Derzeitiger Chief of the United States Capitol Police ist J. Thomas Manger, er folgte 2021 Yogananda D. Pittman. Chief of Uniformed Operations ist Chad B. Thomas.
Die Polizei wird vom Inspector General (IG) beaufsichtigt, derzeit Michael A. Bolton. Der Amtsinhaber leitet zugleich das Office of Inspector General (OIG) mit dem Office of Audits und dem Office of Investigations. Die Polizei steht zudem unter Aufsicht des Capitol Police Board.

## Ränge und Dienstgradabzeichen
| Titel                                          | Dienstgradabzeichen |
| ---------------------------------------------- | ------------------- |
| Chief of Police                                |                     |
| Assistant Chief of Police/ Chief of Operations |                     |
| Deputy Chief                                   |                     |
| Inspector                                      |                     |
| Captain                                        |                     |
| Lieutenant                                     |                     |
| Sergeant                                       |                     |
| Detective/MPO                                  |                     |
| Technician                                     |                     |
| Private First Class                            |                     |
| Private with Training                          |                     |
| Private                                        |                     |

## Ausbildung
Die Ausbildung von Police Officers erfolgt nach einwöchigem Grundkurs an der United States Capitol Police Training Academy in Cheltenham am Federal Law Enforcement Training Center (FLETC) in Georgia (12 Wochen) und wieder an der United States Capitol Police Training Academy (13 Wochen). Die weitere Ausbildung erfolgt on-the-job durch erfahrene Police Officers.

## Bewaffnung
Bis 1992 wurden von der USCP Revolver geführt. Danach wurden die halbautomatischen Pistolen Smith & Wesson Modell 5946 bzw. Modell 6946 (Kompaktversion für das verdeckte Tragen) eingeführt. Beide Waffen hatten Double Action Only-Abzüge und das Kaliber 9 mm Parabellum. 1999 wechselte man nicht nur das Pistolenmodell, sondern auch das Kaliber. Nach Aussagen der Fachpresse wurde dieser Schritt wahrscheinlich getätigt, nachdem bei dem Feuergefecht im Jahr 1998 die 9-mm-Munition den Amokläufer nicht umgehend stoppen konnte.
Nach einem Auswahltest wurde die Glock 22 im Kaliber .40 S&W eingeführt. Die Waffen verfügen über ein Griffstück mit Fingermulden, vergrößertem Schlittenfanghebel und Magazinhalteknopf sowie ein Tritiumvisier. Außerdem ist auf dem Schlitten das Logo der USCP eingraviert. Es werden auch Selbstlade-Flinten vom Typ Benelli 90 M1 im Kaliber 12/76 sowie ca. 100 Schnellfeuergewehre HK G36 des deutschen Herstellers Heckler & Koch vorgehalten. Ebenfalls von Heckler & Koch sind die Maschinenpistolen vom Typ MP5, die seit 1999 ebenfalls nicht mehr im Kaliber 9 mm Parabellum, sondern in .40 S&W geführt werden. Daneben sind die Polizisten auch mit Pfefferspray und Schlagstöcken ausgerüstet.